# Lithostege stepparia
Lithostege stepparia là một loài bướm đêm trong họ Geometridae.